# Косяково (Татарстан)
 Косяково (тат. Кичкәү, Kiçkäw) — село в Зеленодольском районе Татарстана. Входит в состав Нурлатского сельского поселения.

## География
Находится в западной части Татарстана на расстоянии приблизительно 22 км на юг-юго-запад от районного центра города Зеленодольск в правобережной части района.

## История
Известно с 1565—1567 годов. Упоминалось также как Ишеево. В 1751 году была построена Троицкая церковь.

## Население
Постоянных жителей было в 1782 году — 297 душ мужского пола, в 1859—244, в 1897—405, в 1908—477, в 1920—646, в 1926—668, в 1938—1062, в 1949—622, в 1958—430, в 1970—238, в 1979—301, в 1989—223. Постоянное население составляло 185 человек (русские 84 %) в 2002 году, 194 в 2010.